# 许津荣
许津荣（1956年2月—），女，汉族，河北香河人，中华人民共和国政治人物。南京化工学院（今南京工业大学）干部专修科化工技术与管理专业毕业，东南大学科技与经济专业研究生课程进修班，中共中央党校在职研究生班法学理论专业研究生。

## 生平
1975年8月参加工作。1979年4月加入中国共产党。历任共青团江苏省委副书记、书记，中共江苏省委统战部副部长、省工商联党组书记，无锡市委副书记，镇江市委副书记、代市长、市长、市委书记、市人大常委会主任等职。2012年3月任江苏省人民政府副省长。2016年1月，在江苏省政协第十一届委员会第四次会议上当选江苏省政协第十一届委员会副主席。